# Diário de Notícias
Diário de Notícias è uno storico quotidiano portoghese fondato a Lisbona nel 1864.

## Storia
Fu fondato dallo scrittore e giornalista Eduardo Coelho e dall'impresario Tomás Quintino Antunes. Il primo numero uscì il 1º gennaio 1865, sebbene fossero stati stampati due numeri di lancio il 29 e 30 dicembre 1864. Dopo una serie di passaggi di proprietà finì nelle mani della Empresa Nacional de Publicidade, un'impresa di stato che utilizzò la testata come organo del regime fascista di Salazar. Dopo la rivoluzione dei Garofani il giornale rimase di proprietà dello Stato portoghese sino ai primi anni novanta, quando fu ceduto assieme al Jornal de Notícias di Porto al gruppo Lusomundo. Nel 2005 le due testate fu acquistate dal gruppo Controlinveste (dal 2014 Global Media Group).
Il 17 giugno 2018, in un'ottica di ristrutturazione aziendale Diário de Notícias iniziò ad uscire in edicola settimanalmente alla domenica. L'anno seguente fu fatto uscire al sabato. Con il passaggio alla nuova proprietà fu deciso il 9 novembre 2020 di far tornare Diário de Notícias un quotidiano. Come data di uscita fu scelto il 29 dicembre, in omaggio alla fondazione del quotidiano stesso.